# Into the Rush
Into the Rush je prvi glasbeni album ameriškega dueta Aly & AJ. Originalna verzija je izšla 16. avgusta 2005, izdala pa jo je Disneyjeva založba Hollywood Records. Album vključuje štirinajst pesmi, vključno s singli "Rush", "No One", "On the Ride", "Do You Believe in Magic" in "Walking on Sunshine". Prvi singl v albumu, "Rush", je postal njuna prva pesem, ki se je uvrstila med prvih petdeset, singl "Do You Believe in Magic" pa si je prislužil naslov njune prve pesmi, ki se je uvrstila med prvih petindvajset pesmi na lestvici Canadian Hot 100; zasedel je triindvajseto mesto. Dodatna verzija albuma je izšla 8. avgusta 2006 in vključevala tri nove pesmi, dva remiksa prejšnjih pesmi na originalni verziji albuma in dodaten DVD z videospoti.
Album je s strani kritikov v glavnem dobil pozitivne kritike in postal zelo uspešen, saj so ga prodali več kot 808 000 izvodov do decembra 2007 in prejel zlato certifikacijo s strani organizacije RIAA, saj so do 20. marca 2006 prodali več kot 500 000 izvodov.
Kasneje so prodali več kot milijon izvodov albuma po vsem svetu. Album, katerega prodajo so kombinirali tudi z dodatno verzijo, je postal eden izmed najbolje prodajanih albumov v Združenih državah Amerike leta 2006, Into the Rush pa je dosegel tudi stodvanajsto mesto na lestvici Billboard 200 ob koncu leta 2006.

## Kritike
Album je prejel mešane ocene s strani glasbenih kritikov. Fran Grauman iz About.com je albumu dodelila štiri zvezdice od petih in pohvalila Alyjin in AJ-jin "ton talenta" in "izkušnje." Allmusic je albumu dodelil mešano oceno, saj "ne ponuja več kot nekaj izboljšanih balad," in mu dodelil 2.5 zvezdic. AMG ju pohvali za pevske sposobnosti: "Aly & AJ zares znata peti - njuni vokali imajo več osebnosti, kot najboljše Disneyjeve zvezde, kot sta Hayden Panettiere ali Caleigh Peters — njun glas pa se tudi razume, saj se ne zatekata k praznim zvokovnim obdelavam." Oceno končajo z besedami: "Into the Rush je album, ki je dober za poslušanje, ima dobro glasbo in si ga lažje zapomniš, kot večino albumov ostalih Disneyjevih ustvarjalcev."
Album je v kombinaciji z dodatno verzijo postal stodvanajsti najbolje prodajan album v Združenih državah Amerike leta 2006.

## Singli
Dva glavna singla iz albuma, eden iz originalne verzije ("Rush") in eden iz dodatne verzije ("Chemicals React"), sta izšla še pred izidom albuma. Poleg teh dveh so za promoviranje albuma po njegovem izidu izbrali še sedem drugih pesmi, vendar niso doživele svetovne samostojne izdaje. Mnoge izmed njih je izdal Disney, nekatere pa so izšle tudi na krščanskih radio postajah. Nekatere pesmi niso izšle na radijih, vendar samo v digitalni obliki:
- "Do You Believe in Magic" je prvi singl, in do izida pesmi "Rush", tudi glavni singl v albumu. Pesem je bila najprej poslana postajam radia Radio Disney in šele nato iTunesu, kmalu za tem pa je bil singl izdan še digitalno. Posneli so tudi videospot za pesem, ki prikazuje dekleti med vstopanjem v sobo in nastopanjem s pesmijo v spremljavi kitare in nekaj dodatnih prizorov, kjer Aly & AJ s pesmijo nastopata tudi drugje.
- "No One" je bil singl radia Radio Disney, za katerega so posneli tudi videospot. Videospot prikazuje scene iz filma Ledena princesa in prizor deklet v hiši, ki gledata skozi okna, bereta pisma in spet igrata kitaro.
- "Walking on Sunshine", verzija pesmi glasbene skupine Katrina and the Waves je bil njun tretji in tudi zadnji singl, ki ga je izdal Disney Radio do izdaje pesmi "Rush". Za pesem so posneli tudi videospot, ki je trajal 1:31 minut. Videospot prikaže Aly & AJ, kako prihajata na snemanje in nastopata s pesmijo med snemanjem. Poleg teh scen prikažejo tudi scene, v katerih pojeta pesem pred tropsko sceno.
- "Rush" je bil prvi uradni singl dueta, ki je izšel tudi izven radia. Pesem je v oktobru 2005 najprej izšla na Disneyjevih radijih, kasneje pa še vsepovsod drugod in tako šele februarja 2006 doživela resničen uspeh. Pesem ima dva videospota, enega posnetega za Disney in drugega za televizijo, ki ga je režiral Marc Webb. Pesem je nazadnje dosegla devetinpetdeseto mesto na lestvici Billboard Hot 100.
- "Never Far Behind" je bil njun prvi singl, ki ni izšel na Disneyjevih radijih, vendar na krščanskem (rock) radiju v marcu 2006. Pesem je njuna prva pesem, za katero niso posneli videospota. Pesem se pojavi tudi na krščanski verziji izida originalnega albuma, kasneje pa je bila uvrščena tudi na seznam pesmi na ponovni izdaji. Pesem je zasedla osemindvajseto mesto na lestvici Billboard Hot Christian Songs.
- "On the Ride" je bil njun četrti singl, izdan preko Disneyja, ki je izšel v istem času, kot pesem "Never Far Behind". Pesem je izšla tudi digitalno. "On the Ride" je soundtrack za film Kravje počitnice, Disney Channelov film, v katerem dekleti igrata glavno vlogo. V videospotu za pesem je tudi nekaj scen iz tega filma.
- "Chemicals React" je njun drugi pomembnejši singl in tudi prvi singl, ki je izšel in promoviral dodatno verzijo albuma Into the Rush. Videospot je režiral Chris Applebaum, v njem pa se pojavita Aly & AJ med nastopanjem pesmi na odru. Pesem je postala njuna druga pesem na lestvici Hot 100, kjer je dosegla petdeseto mesto. Zmeren uspeh je doživela v Združenih državah Amerike, vendar ni doživela uspeha v Evropi.
- "Shine" je bil posnet zato, da bi izšel na ponovni izdaji albuma. Postal je njuna druga in hkrati tudi zadnja pesem, ki je izšla na krščanskih radijih v decembru 2006, vendar ni doživela takšnega uspeha kot pesem "Never Far Behind".
- Nova verzija pesmi "Something More", ki je bila del dodatne izdaje albuma je tudi zadnja pesme iz tega albuma, ki je izšla na radiu Radio Disney. Bila je tudi njuna prva pesem brez videospota, ki jo je izdal Disney.

## Seznam pesmi
| Št.             | Naslov                    | Pisec                                                              | Dolžina |
| --------------- | ------------------------- | ------------------------------------------------------------------ | ------- |
| 1.              | „Rush‟                    | Aly Michalka, AJ Michalka, Leah Haywood, Daniel James              | 3:11    |
| 2.              | „No One‟                  | Aly Michalka, AJ Michalka, C. Tornes                               | 2:58    |
| 3.              | „Collapsed‟               | Aly Michalka                                                       | 2:53    |
| 4.              | „Something More‟          | Aly Michalka, AJ Michalka, Carrie Michalka                         | 3:36    |
| 5.              | „On the Ride‟             | Aly Michalka, AJ Michalka, C. Michalka, Adam Watts, Andy Dodd      | 3:31    |
| 6.              | „Speak for Myself‟        | Aly Michalka, AJ Michalka, Adam Watts, Andy Dodd                   | 3:10    |
| 7.              | „Out of the Blue‟         | AJ Michalka and C. Michalka                                        | 2:58    |
| 8.              | „In a Second‟             | Aly Michalka, AJ Michalka, Daniel James, Leah Haywood              | 3:35    |
| 9.              | „I Am One of Them‟        | Aly Michalka, AJ Michalka, C. Michalka                             | 3:25    |
| 10.             | „Sticks and Stones‟       | Aly Michalka, AJ Michalka, C. Michalka, Tim James, Antonina Armato | 3:37    |
| 11.             | „Protecting Me‟           | AJ Michalka                                                        | 2:59    |
| 12.             | „Slow Down‟               | Aly Michalka, AJ Michalka, Adam Watts, Andy Dodd                   | 3:55    |
| 13.             | „Do You Believe in Magic‟ | John Sebastian                                                     | 2:14    |
| 14.             | „Walking on Sunshine‟     | Kimberley Rew                                                      | 3:54    |
| Skupna dolžina: | Skupna dolžina:           | Skupna dolžina:                                                    | 45:56   |

| Krščanska ponovna izdaja (izdana: 4. oktobra 2005) | Krščanska ponovna izdaja (izdana: 4. oktobra 2005) | Krščanska ponovna izdaja (izdana: 4. oktobra 2005) |
| Št.                                                | Naslov                                             | Dolžina                                            |
| -------------------------------------------------- | -------------------------------------------------- | -------------------------------------------------- |
| 15.                                                | „Never Far Behind‟                                 | 3:19                                               |
| Skupna dolžina:                                    | Skupna dolžina:                                    | 49:15                                              |

| Japonska verzija (izdana: 8. februarja 2006) | Japonska verzija (izdana: 8. februarja 2006) | Japonska verzija (izdana: 8. februarja 2006) |
| Št.                                          | Naslov                                       | Dolžina                                      |
| -------------------------------------------- | -------------------------------------------- | -------------------------------------------- |
| 15.                                          | „Never Far Behind‟                           | 3:22                                         |
| 16.                                          | „Rush‟ (remiks)                              | 4:19                                         |
| 17.                                          | „No One‟ (remiks)                            | 3:50                                         |
| Skupna dolžina:                              | Skupna dolžina:                              | 56:46                                        |

### Dodatna verzija (Deluxe Edition)
| CD              | CD                              | CD                                                                | CD      |
| Št.             | Naslov                          | Pisec                                                             | Dolžina |
| --------------- | ------------------------------- | ----------------------------------------------------------------- | ------- |
| 1.              | „Chemicals React‟               | Aly Michalka, AJ Michalka, Antonina Armato, Tim James             | 2:55    |
| 2.              | „Shine‟                         | Aly Michalka, AJ Michalka, Antonina Armato, Tim James, Nick Scapa | 3:25    |
| 3.              | „Never Far Behind‟              | Jeremy Bose, Paul Robert Evens, Matt Bronleewe                    | 3:19    |
| 4.              | „Something More‟ (nova verzija) |                                                                   | 3:36    |
| 5.              | „Collapsed‟ (nova verzija)      |                                                                   | 2:53    |
| 6.              | „Rush‟                          |                                                                   | 3:11    |
| 7.              | „No One‟                        |                                                                   | 2:58    |
| 8.              | „On the Ride‟                   |                                                                   | 3:31    |
| 9.              | „In a Second‟                   |                                                                   | 3:35    |
| 10.             | „Speak for Myself‟              |                                                                   | 3:10    |
| 11.             | „Out of the Blue‟               |                                                                   | 2:58    |
| 12.             | „I Am One of Them‟              |                                                                   | 3:25    |
| 13.             | „Sticks and Stones‟             |                                                                   | 3:47    |
| 14.             | „Protecting Me‟                 |                                                                   | 2:59    |
| 15.             | „Slow Down‟                     |                                                                   | 3:55    |
| 16.             | „Do You Believe in Magic‟       |                                                                   | 2:14    |
| 17.             | „Walking on Sunshine‟           |                                                                   | 3:54    |
| Skupna dolžina: | Skupna dolžina:                 | Skupna dolžina:                                                   | 55:45   |

| DVD | DVD                                           | DVD     |
| Št. | Naslov                                        | Dolžina |
| --- | --------------------------------------------- | ------- |
| 1.  | „Chemicals React‟                             |         |
| 2.  | „Chemicals React‟ (animirana simlish verzija) |         |
| 3.  | „Rush‟                                        |         |
| 4.  | „On the Ride‟                                 |         |

## Ostalo
| "Rush" - Avtorji: Aly Michalka, AJ Michalka, Leah Haywood, Daniel James - Kitara: Tim Pierce - Bas: Sean Hurley - Bobni: John Robinson - Produkcija: Daniel James in Leah Haywood - Remiks: Brian Reeves in Jon Lind "No One" - Writers: Aly Michalka, AJ Michalka, C. Tornes - Kitara: Tim Pierce - Bas: Sean Hurley - Bobni: John Robinson - Produkcija: Daniel James, Leah Haywood, Jon Lind - Remiks: Brian Reeves in Jon Lind "Collapsed" - Avtorji: Aly Michalka - Kitara: Tim Pierce - Bas: Sean Hurley - Bobni: John Robinson - Produkcija: Daniel James in Leah Haywood - Remiks: Brian Reeves in Jon Lind "Something More" - Avtorji: Aly Michalka, AJ Michalka, C. Michalka - Kitare: Tim Pierce - Bass: Sean Hurley - Bobni: John Robinson - Produkcija: Daniel James, Leah Haywood - Remiks: Brian Reeves in Jon Lind "On the Ride" - Avtorji: Aly Michalka, AJ Michalka, C. Michalka, Adam Watts, Andy Dodd - Klaviature: Adam Watts - Električna kitara: Andy Dodd - Bas: David J. Carpenter - Produkcija: Adam Watts in Andy Dodd - Remiks: Adam Watts "Speak for Myself" - Avtorji: Aly Michalka, AJ Michalka, Adam Watts, Andy Dodd - Bobni: Adam Watts - Klaviature: Adam Watts and Andy Dodd - Akustična kitara: Adam Watts - Električna kitara: Andy Dodd - Kitara: Tim Pierce - Produkcija: Adam Watts, Andy Dodd, Jon Lind - Remiks: Brian Reeves in Jon Lind "Out of the Blue" - Avtorji: AJ Michalka in C. Michalka - Kitara: Tim Pierce - Bas: Sean Hurley - Bobni: John Robinson - Produkcija: Daniel James in Leah Haywood - Remiks: Brian Reeves in Jon Lind "In a Second" - Avtorji: Aly Michalka, AJ Michalka, Daniel James, Leah Haywood - Kitara: Tim Pierce - Bas: Sean Hurley - Bobni: John Robinson - Klavir: Aly Michalka - Produkcija: Daniel James in Leah Haywood - Remiks: Brian Reeves in Jon Lind "I Am One of Them" - Avtorji: Aly Michalka, AJ Michalka, C. Michalka - Kitara: Tim Pierce - Bas: Sean Hurley - Bobni: John Robinson - Produkcija: Daniel James in Leah Haywood - Remiks: Brian Reeves in Jon Lind "Sticks and Stones" - Avtorji: Aly Michalka, AJ Michalka, C. Michalka, T. James, A. Armato - Kitara: Tim Pierce - Bas: Chevy Martinez - Bobni: Dorian Crozier - Produkcija: Antonina Armato in Tim James - Remiks: Antonina Armato in Tim James | "Protecting Me" - Avtor: AJ Michalka - Kitara: Tim Pierce - Bas: Sean Hurley - Bobni: John Robinson - Produkcija: Daniel James in Leah Haywood - Remiks: Brian Reeves in Jon Lind "Slow Down" - Avtor: Aly Michalka, AJ Michalka, Adam Watts, Andy Dodd - Kitara: Tim Pierce - Bas: Sean Hurley - Bobni: Dorian Crozier - Produkcija: Antonina Armato in Tim James - Remiks: Antonina Armato in Tim James "Do You Believe in Magic" - Avtor: John B. Sebastion - Produkcija: Matthew Gerrard - Remiks: Krish Sharma Verzija The Lovin' Spoonful "Walking on Sunshine" - Avtor: Kimberly Rew - Produkcija: Matthew Gerrard - Remiks: Krish Sharma Verzija Katrina and the Waves "Chemicals React" - Avtor: Aly Michalka, AJ Michalka, Antonina Armato, Tim James - Kitara: Tim Pierce - Bas: Sean Hurley - Bobni: Dorian Crozier - Produkcija: Antonina Armato and Tim James - Režija: Nigel Lundemo in Ross Hogarth - Remiks: Tim James in Paul Palmer "Shine" - Avtorji: Aly Michalka, AJ Michalka, Antonina Armato, Tim James, Nick Scapa - Kitara: Tim Pierce - Bas: Sean Hurley - Bobni: Dorian Crozier - Klaviature: Jamie Muhoberac - Program bobnov: Nigel Lundemo - Dodatni učinki: Scott Warren - Produkcija: Antonina Armato in Tim James - Režija: Nigel Lundemo in Ross Hogarth - Remiks: Tim James in Paul Palmer "Never Far Behind" - Avtorji: Jeremy Bose, Paul Robert Evens, Matt Bronleewe - Kitara: Tim Pierce - Bas: Sean Hurley - Bobni: Dorian Crozier - Produkcija: Antonina Armato in Tim James - Režija: Nigel Lundemo - Remiks: Tim James in Paul Palmer "Something More" (nova verzija) - Bobni: Dorian Crozier - Klaviature: Jamie Muhoberac - Program bobnov: Nigel Lundemo - Produkcija: Antonina Armato in Tim James - Režija: Nigel Lundemo - Remiks: Tim James in Paul Palmer "Collapsed" (nova verzija) - Bobni: Dorian Crozier - Klaviature: Jamie Muhoberac - Produkcija: Antonina Armato in Tim James - Dodatna produkcija: Daniel James in Leah Haywood - Režija: Nigel Lundemo in Ross Hogarth - Remiks: Tim James in Paul Palmer |

## Album v popularni kulturi
Mnoge pesmi iz albuma Into the Rush so bile kot soundtracki predstavljene v raznih filmih in na televiziji:
- "Protecting Me" (alternativna verzija je soundtrack televizijske serije Phil iz prihodnosti)
- "On the Ride" (del Disney Channelovega filma Kravje počitnice)
- "No One" (del filma Ledena princesa)
- "Rush" (del Disney Girlz Rock, del Bratz 1 videoigre kot pesem iz ozadja in del Disney Channelovega filma Najstniški čarovnici)

Originalne verzije njunih pesmi iz albuma so bile tudi popularne v kulturi, kot napirmer:
- "Walking on Sunshine" (Herbie: Fully Loaded)
- "Do You Believe in Magic" (del filmov Hip, strašni trik, in Očka brez načrta iz leta 2007)

Celoten album je na voljo na last.fm.
- Opomba: Japonska verzija vsebuje tri nove single "Never Far Behind", "Rush" (remiks) in "No One" (remiks). Pesem "Never Far Behind" je na voljo tudi kot dodatna pesem v krščanskih trgovinah v Združenih državah Amerike.
- Opomba: iTunesova posebna verzija vključuje tudi pesmi "No One" (remiks) in "Do You Believe in Magic" (sama verzija).

Simlish verzija pesmi Chemicals React je na voljo na iTunesu.

## Dosežki
Album Into the Rush je pristal na šestintridesetem mestu lestvice U.S. Billboard 200, saj so v prvem tednu od izida prodali že 25 000 izvodov.
Na lestvici je album ostal še štirideset tednov.
Preden je z lestvice izpadel, je na njej dosegel stotriindvajseto mesto.
Albuma so kakšnih trideset tednov prodajali po 25 000 izvodov na teden.
Skupaj so ga prodali več kot 808 000 izvodov v Združenih državah Amerike in več kot 1 000 000 izvodov po vsem svetu.
| Lestvica (2005)         | Dosežek | Prodaja |
| ----------------------- | ------- | ------- |
| U.S. Billboard 200      | 36      | 800 000 |
| Konec leta (2006)       |         | 800 000 |
| Združene države Amerike | 112     | 800 000 |

## Zgodovina izidov
| Država                  | Datum                            | Založba           |
| ----------------------- | -------------------------------- | ----------------- |
| Združene države Amerike | 16. avgust 2005                  | Hollywood Records |
| Združene države Amerike | 8. avgust 2006 (dodatna verzija) | Hollywood Records |
| Japonska                | 8. februar 2006                  | Avex Trax         |